# Ágios Geórgios (Nikifóros Fokás, Réthymnon)
Ágios Geórgios, en grec moderne : Άγιος Γεώργιος, est un village du dème de Réthymnon, en Crète, en Grèce. Selon le recensement de 2011, la population d'Ágios Geórgios compte 48 habitants. Le village est situé à une altitude de 260 m.

## Recensements de la population
| Recensements | 1900 | 1928 | 1940 | 1951 | 1961 | 1971 | 1981 | 1991 | 2001 | 2011 |
| ------------ | ---- | ---- | ---- | ---- | ---- | ---- | ---- | ---- | ---- | ---- |
| Population   | -    | -    | 122  | 122  | 95   | 72   | 74   | -    | 48   | 75   |